# Acontia clarissa
Acontia clarissa är en fjärilsart som beskrevs av Butler 1886. Acontia clarissa ingår i släktet Acontia och familjen nattflyn. Inga underarter finns listade i Catalogue of Life.